# 生産力
生産力（せいさんりょく）とは、マルクス経済学の用語。社会においての経済を構成している産業や企業などといった組織が行うことのできる生産の能力の事を言う。
生産力によって生産される物やサービスとは、人間が生活を行っていく上で必要となる。人類は、このような生産力の発展と共に発展してきており、生産力の水準が社会の発展の度合いを示すことでもある。生産力の水準を定めることとなる要素は、労働力、機械、技術、市場、知識などといった事柄の質と量である。